# Fresne-Saint-Mamès
Fresne-Saint-Mamès – miejscowość i gmina we Francji, w regionie Burgundia-Franche-Comté, w departamencie Górna Saona.
Według danych na rok 1990 gminę zamieszkiwało 475 osób, a gęstość zaludnienia wynosiła 48 osób/km² (wśród 1786 gmin Franche-Comté Fresne-Saint-Mamès plasuje się na 329. miejscu pod względem liczby ludności, natomiast pod względem powierzchni na miejscu 440.).